# Ґрабйонна
Ґрабйонна (пол. Grabionna, нім. Kaiserswalde) — село в Польщі, у гміні Мястечко-Краєнське Пільського повіту Великопольського воєводства.
Населення — 282 особи (2011).
У 1975-1998 роках село належало до Пільського воєводства.

## Демографія
Демографічна структура станом на 31 березня 2011 року:
|          | Загалом | Допрацездатний вік | Працездатний вік | Постпрацездатний вік |
| -------- | ------- | ------------------ | ---------------- | -------------------- |
| Чоловіки | 140     | 31                 | 96               | 13                   |
| Жінки    | 142     | 25                 | 83               | 34                   |
| Разом    | 282     | 56                 | 179              | 47                   |